# ニコライ・ゲッダ
ニコライ・ゲッダ（Nicolai Gedda, 1925年7月11日 - 2017年1月8日）は、スウェーデンに生まれ、ドイツ圏を中心に活躍したオペラ歌手。叙情的なテノールで一時代を築いた正統派ベルカント唱法の後継者。ハイCは軽々と、そして長いブレスに支えられ伸びやかに。その上ハイD、さらにファルセットーネでハイFまでの録音が残る。

## 経歴
ストックホルムでロシア系の家に生まれ、同地に学ぶ。カラヤンに抜擢を受けて、1950年代前半より各地の歌劇場や録音で活躍。日常で話していたとされるドイツ語はもちろん、一般に外国人には難しいとされるフランス語をはじめ各国語を自然にこなし、広範なレパートリーを誇ったが、特に『ホフマン物語』、『カルメン』、『ウェルテル』などのフランス物や、ウィンナ・オペレッタ、モーツァルトは名高い。イタリアものではロッシーニの『ウィリアム・テル』、ベッリーニの『清教徒』、ロシア物で『エフゲニー・オネーギン』など。EMIを中心に膨大な録音も残されている。
2015年5月16日に逝去との報道がなされたが、後に撤回された。
2017年1月8日に逝去との報道が、2017年2月9日のOPERA NEWSに掲載されている。

## 註
1. ↑  “Reports: A towering tenor has died, aged 89”. slippedisc.com. (2015年4月17日).  オリジナルの2015年5月17日時点におけるアーカイブ。 2015年5月19日閲覧。
2. ↑  “Reports: NICOLAI GEDDA IS ALIVE AND WELL”. slippedisc.com. (2015年4月17日).  オリジナルの2015年5月19日時点におけるアーカイブ。 2015年5月19日閲覧。